# Čemaluša-Moschee

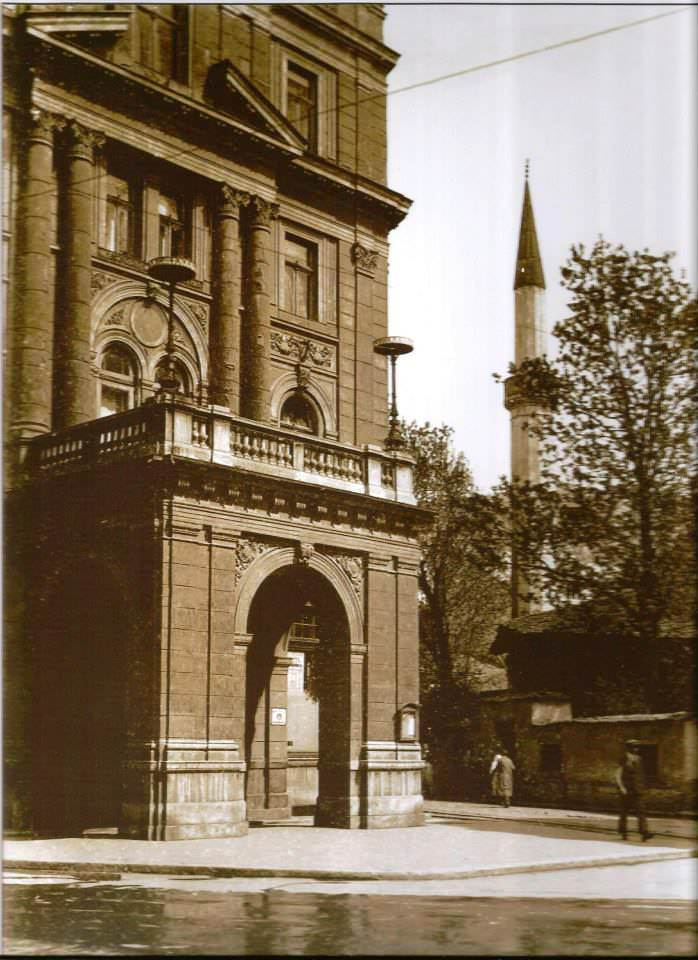
Čemaluša-Moschee im Jahr 1936

Die Čemaluša-Moschee (bosnisch Čemaluševa džamija, türkisch Cemaluşa camii), auch bekannt als Havadža-Kemaludin-Moschee, war eine Moschee in Sarajevo zwischen der Ferhadija-Straße und der Maršala-Tito-Straße und befand sich an der Ecke zur Čemaluša-Straße. Heute steht dort ein allgemein als JAT-Gebäude bekanntes modernes Wohn- und Geschäftshaus, das auch nach Havadža Kemaludin benannt ist.

## Geschichte
Die Čemaluša-Moschee wurde 1515 von Havadža Kemaludin entworfen und gebaut, der zu dieser Zeit noch Student war. Die Moschee hatte ein steinernes Minarett auf der linken Seite und ein mit Schindeln gedecktes Satteldach. Die Bogenfenster wurden mit Gips und Glasmalereien eingerahmt. Die breite Decke über dem Mihrāb mit Stalaktiten war mit winzigen Stücken aus vielfarbigem geschnitztem Holz gefüllt. Die Waschung vor dem Gebet wurde an zwei Brunnen – für Frauen und Männer getrennt – durchgeführt.
Neben der Moschee befand sich ein großer Friedhof, umgeben von einer Mauer, die aus der Zeit der osmanischen Eroberung Bosniens stammt. Im Harem von Čemaluša wurden Mitglieder der Familien Hadžimusić, Novo und Dženetić beigesetzt. Der 1874 verstorbene Kriegsveteran Mustaj-beg Dženetić stiftete in seinem Testament einen Waqf über hundert Dukaten mit der ausdrücklichen Anordnung, ihn zwischen den beiden ältesten Märtyrergrabsteinen zu begraben.
Nach der Okkupation von Bosnien und Herzegowina durch Österreich-Ungarn begann die Bauhöhe der Gebäude in der Čemalušastraße abrupt zu steigen, wobei traditionelle bosnische Häuser durch Gebäude ersetzt wurden, die sich bis zur Ferhadija erstreckten.
Die Čemaluša-Moschee wurde 1940 von der Regierung des Königreichs Jugoslawien abgerissen, die den Abriss im Juni 1939 anordnete. Reuf Kadić entwarf und baute später 1947 das moderne JAT-Gebäude.